# Список астероїдів (190101—190200)
| Назва               | Тимчасове позначення | Дата відкриття    | Місце відкриття                               | Відкривач                 |
| ------------------- | -------------------- | ----------------- | --------------------------------------------- | ------------------------- |
| (190101) 2004 TR264 | 2004 TR264           | 9 жовтня 2004     | Обсерваторія Кітт-Пік                         | Spacewatch                |
| (190102) 2004 TK268 | 2004 TK268           | 9 жовтня 2004     | Обсерваторія Кітт-Пік                         | Spacewatch                |
| (190103) 2004 TP285 | 2004 TP285           | 8 жовтня 2004     | Сокорро (Нью-Мексико)                         | LINEAR                    |
| (190104) 2004 TU287 | 2004 TU287           | 9 жовтня 2004     | Сокорро (Нью-Мексико)                         | LINEAR                    |
| (190105) 2004 TM290 | 2004 TM290           | 10 жовтня 2004    | Обсерваторія Кітт-Пік                         | Spacewatch                |
| (190106) 2004 TV308 | 2004 TV308           | 10 жовтня 2004    | Сокорро (Нью-Мексико)                         | LINEAR                    |
| (190107) 2004 TY333 | 2004 TY333           | 9 жовтня 2004     | Обсерваторія Кітт-Пік                         | Spacewatch                |
| (190108) 2004 TQ345 | 2004 TQ345           | 14 жовтня 2004    | Обсерваторія Кітт-Пік                         | Spacewatch                |
| (190109) 2004 TX355 | 2004 TX355           | 7 жовтня 2004     | Сокорро (Нью-Мексико)                         | LINEAR                    |
| (190110) 2004 TD356 | 2004 TD356           | 10 жовтня 2004    | Паломарська обсерваторія                      | NEAT                      |
| (190111) 2004 TJ356 | 2004 TJ356           | 14 жовтня 2004    | Станція Андерсон-Меса                         | LONEOS                    |
| (190112) 2004 TV366 | 2004 TV366           | 10 жовтня 2004    | Обсерваторія Кітт-Пік                         | Spacewatch                |
| (190113) 2004 UX2   | 2004 UX2             | 18 жовтня 2004    | Сокорро (Нью-Мексико)                         | LINEAR                    |
| (190114) 2004 VH12  | 2004 VH12            | 3 листопада 2004  | Каталінський огляд                            | Каталінський огляд        |
| (190115) 2004 VY13  | 2004 VY13            | 4 листопада 2004  | Сокорро (Нью-Мексико)                         | LINEAR                    |
| (190116) 2004 VU35  | 2004 VU35            | 3 листопада 2004  | Обсерваторія Кітт-Пік                         | Spacewatch                |
| (190117) 2004 VB57  | 2004 VB57            | 5 листопада 2004  | Сокорро (Нью-Мексико)                         | LINEAR                    |
| (190118) 2004 VR60  | 2004 VR60            | 10 листопада 2004 | Обсерваторія Столова Гора                     | Дж. Янґ                   |
| (190119) 2004 VA64  | 2004 VA64            | 10 листопада 2004 | Сокорро (Нью-Мексико)                         | LINEAR                    |
| (190120) 2004 VS72  | 2004 VS72            | 9 листопада 2004  | Каталінський огляд                            | Каталінський огляд        |
| (190121) 2004 WJ8   | 2004 WJ8             | 19 листопада 2004 | Каталінський огляд                            | Каталінський огляд        |
| (190122) 2004 WZ9   | 2004 WZ9             | 30 листопада 2004 | Паломарська обсерваторія                      | NEAT                      |
| (190123) 2004 XQ6   | 2004 XQ6             | 2 грудня 2004     | Сокорро (Нью-Мексико)                         | LINEAR                    |
| (190124) 2004 XR16  | 2004 XR16            | 10 грудня 2004    | Обсерваторія Пла-д'Арґін                      | Рафаель Феррандо          |
| (190125) 2004 XZ177 | 2004 XZ177           | 12 грудня 2004    | Обсерваторія Кітт-Пік                         | Spacewatch                |
| (190126) 2004 XY190 | 2004 XY190           | 11 грудня 2004    | Станція Кампо Імператоре                      | CINEOS                    |
| (190127) 2004 YY2   | 2004 YY2             | 17 грудня 2004    | Сокорро (Нью-Мексико)                         | LINEAR                    |
| (190128) 2004 YY30  | 2004 YY30            | 18 грудня 2004    | Сокорро (Нью-Мексико)                         | LINEAR                    |
| (190129) 2005 CP4   | 2005 CP4             | 1 лютого 2005     | Обсерваторія Кітт-Пік                         | Spacewatch                |
| (190130) 2005 CR25  | 2005 CR25            | 4 лютого 2005     | Обсерваторія Антарес                          | Обсерваторія Антарес      |
| (190131) 2005 CJ60  | 2005 CJ60            | 4 лютого 2005     | Сокорро (Нью-Мексико)                         | LINEAR                    |
| (190132) 2005 JY1   | 2005 JY1             | 4 травня 2005     | Каталінський огляд                            | Каталінський огляд        |
| (190133) 2005 LU35  | 2005 LU35            | 11 червня 2005    | Обсерваторія Кітт-Пік                         | Spacewatch                |
| (190134) 2005 NF60  | 2005 NF60            | 9 липня 2005      | Обсерваторія Кітт-Пік                         | Spacewatch                |
| (190135) 2005 QE30  | 2005 QE30            | 26 серпня 2005    | Паломарська обсерваторія                      | NEAT                      |
| (190136) 2005 QW50  | 2005 QW50            | 26 серпня 2005    | Паломарська обсерваторія                      | NEAT                      |
| (190137) 2005 QM157 | 2005 QM157           | 30 серпня 2005    | Паломарська обсерваторія                      | NEAT                      |
| (190138) 2005 RW27  | 2005 RW27            | 10 вересня 2005   | Станція Андерсон-Меса                         | LONEOS                    |
| (190139) 2005 RV32  | 2005 RV32            | 14 вересня 2005   | Астрономічна обсерваторія Валемаре-ді-Борбона | Вінченцо Касуллі          |
| (190140) 2005 ST26  | 2005 ST26            | 23 вересня 2005   | Обсерваторія Кітт-Пік                         | Spacewatch                |
| (190141) 2005 SU63  | 2005 SU63            | 26 вересня 2005   | Обсерваторія Кітт-Пік                         | Spacewatch                |
| (190142) 2005 SX109 | 2005 SX109           | 26 вересня 2005   | Обсерваторія Кітт-Пік                         | Spacewatch                |
| (190143) 2005 SD130 | 2005 SD130           | 29 вересня 2005   | Станція Андерсон-Меса                         | LONEOS                    |
| (190144) 2005 SR151 | 2005 SR151           | 25 вересня 2005   | Обсерваторія Кітт-Пік                         | Spacewatch                |
| (190145) 2005 SN164 | 2005 SN164           | 27 вересня 2005   | Паломарська обсерваторія                      | NEAT                      |
| (190146) 2005 SH174 | 2005 SH174           | 29 вересня 2005   | Станція Андерсон-Меса                         | LONEOS                    |
| (190147) 2005 SA191 | 2005 SA191           | 29 вересня 2005   | Станція Андерсон-Меса                         | LONEOS                    |
| (190148) 2005 SS197 | 2005 SS197           | 30 вересня 2005   | Обсерваторія Кітт-Пік                         | Spacewatch                |
| (190149) 2005 SU198 | 2005 SU198           | 30 вересня 2005   | Обсерваторія Маунт-Леммон                     | Обсерваторія Маунт-Леммон |
| (190150) 2005 SM214 | 2005 SM214           | 30 вересня 2005   | Каталінський огляд                            | Каталінський огляд        |
| (190151) 2005 SR257 | 2005 SR257           | 18 вересня 2005   | Паломарська обсерваторія                      | NEAT                      |
| (190152) 2005 TG28  | 2005 TG28            | 1 жовтня 2005     | Станція Андерсон-Меса                         | LONEOS                    |
| (190153) 2005 TK45  | 2005 TK45            | 3 жовтня 2005     | Каталінський огляд                            | Каталінський огляд        |
| (190154) 2005 TL83  | 2005 TL83            | 3 жовтня 2005     | Сокорро (Нью-Мексико)                         | LINEAR                    |
| (190155) 2005 TW103 | 2005 TW103           | 8 жовтня 2005     | Сокорро (Нью-Мексико)                         | LINEAR                    |
| (190156) 2005 TG105 | 2005 TG105           | 8 жовтня 2005     | Каталінський огляд                            | Каталінський огляд        |
| (190157) 2005 TN106 | 2005 TN106           | 10 жовтня 2005    | Обсерваторія Кітт-Пік                         | Spacewatch                |
| (190158) 2005 TR153 | 2005 TR153           | 7 жовтня 2005     | Сокорро (Нью-Мексико)                         | LINEAR                    |
| (190159) 2005 TD173 | 2005 TD173           | 13 жовтня 2005    | Сокорро (Нью-Мексико)                         | LINEAR                    |
| (190160) 2005 TE173 | 2005 TE173           | 13 жовтня 2005    | Сокорро (Нью-Мексико)                         | LINEAR                    |
| (190161) 2005 TJ174 | 2005 TJ174           | 7 жовтня 2005     | Сокорро (Нью-Мексико)                         | LINEAR                    |
| (190162) 2005 UM45  | 2005 UM45            | 22 жовтня 2005    | Каталінський огляд                            | Каталінський огляд        |
| (190163) 2005 UY54  | 2005 UY54            | 23 жовтня 2005    | Каталінський огляд                            | Каталінський огляд        |
| (190164) 2005 UB60  | 2005 UB60            | 25 жовтня 2005    | Станція Андерсон-Меса                         | LONEOS                    |
| (190165) 2005 US115 | 2005 US115           | 23 жовтня 2005    | Паломарська обсерваторія                      | NEAT                      |
| (190166) 2005 UP156 | 2005 UP156           | 31 жовтня 2005    | Обсерваторія Кітт-Пік                         | Spacewatch                |
| (190167) 2005 UW158 | 2005 UW158           | 26 жовтня 2005    | Обсерваторія Ньйоска                          | Стефано Спозетті          |
| (190168) 2005 UE170 | 2005 UE170           | 24 жовтня 2005    | Обсерваторія Кітт-Пік                         | Spacewatch                |
| (190169) 2005 UD190 | 2005 UD190           | 27 жовтня 2005    | Обсерваторія Маунт-Леммон                     | Обсерваторія Маунт-Леммон |
| (190170) 2005 UT215 | 2005 UT215           | 25 жовтня 2005    | Обсерваторія Кітт-Пік                         | Spacewatch                |
| (190171) 2005 UA216 | 2005 UA216           | 25 жовтня 2005    | Обсерваторія Кітт-Пік                         | Spacewatch                |
| (190172) 2005 UQ230 | 2005 UQ230           | 25 жовтня 2005    | Каталінський огляд                            | Каталінський огляд        |
| (190173) 2005 UJ354 | 2005 UJ354           | 29 жовтня 2005    | Каталінський огляд                            | Каталінський огляд        |
| (190174) 2005 UA364 | 2005 UA364           | 27 жовтня 2005    | Обсерваторія Кітт-Пік                         | Spacewatch                |
| (190175) 2005 UR368 | 2005 UR368           | 27 жовтня 2005    | Обсерваторія Кітт-Пік                         | Spacewatch                |
| (190176) 2005 UM390 | 2005 UM390           | 29 жовтня 2005    | Обсерваторія Маунт-Леммон                     | Обсерваторія Маунт-Леммон |
| (190177) 2005 UQ397 | 2005 UQ397           | 28 жовтня 2005    | Каталінський огляд                            | Каталінський огляд        |
| (190178) 2005 UQ411 | 2005 UQ411           | 31 жовтня 2005    | Обсерваторія Маунт-Леммон                     | Обсерваторія Маунт-Леммон |
| (190179) 2005 UT411 | 2005 UT411           | 31 жовтня 2005    | Обсерваторія Маунт-Леммон                     | Обсерваторія Маунт-Леммон |
| (190180) 2005 UC478 | 2005 UC478           | 27 жовтня 2005    | Станція Андерсон-Меса                         | LONEOS                    |
| (190181) 2005 VM16  | 2005 VM16            | 3 листопада 2005  | Сокорро (Нью-Мексико)                         | LINEAR                    |
| (190182) 2005 VZ42  | 2005 VZ42            | 4 листопада 2005  | Обсерваторія Кітт-Пік                         | Spacewatch                |
| (190183) 2005 VX73  | 2005 VX73            | 1 листопада 2005  | Обсерваторія Маунт-Леммон                     | Обсерваторія Маунт-Леммон |
| (190184) 2005 VT78  | 2005 VT78            | 6 листопада 2005  | Обсерваторія Кітт-Пік                         | Spacewatch                |
| (190185) 2005 WO30  | 2005 WO30            | 21 листопада 2005 | Обсерваторія Кітт-Пік                         | Spacewatch                |
| (190186) 2005 WM31  | 2005 WM31            | 21 листопада 2005 | Обсерваторія Кітт-Пік                         | Spacewatch                |
| (190187) 2005 WB39  | 2005 WB39            | 25 листопада 2005 | Обсерваторія Маунт-Леммон                     | Обсерваторія Маунт-Леммон |
| (190188) 2005 WF73  | 2005 WF73            | 25 листопада 2005 | Каталінський огляд                            | Каталінський огляд        |
| (190189) 2005 WA76  | 2005 WA76            | 25 листопада 2005 | Обсерваторія Кітт-Пік                         | Spacewatch                |
| (190190) 2005 WD88  | 2005 WD88            | 28 листопада 2005 | Обсерваторія Маунт-Леммон                     | Обсерваторія Маунт-Леммон |
| (190191) 2005 WG103 | 2005 WG103           | 26 листопада 2005 | Каталінський огляд                            | Каталінський огляд        |
| (190192) 2005 WJ147 | 2005 WJ147           | 25 листопада 2005 | Каталінський огляд                            | Каталінський огляд        |
| (190193) 2005 WM158 | 2005 WM158           | 28 листопада 2005 | Сокорро (Нью-Мексико)                         | LINEAR                    |
| (190194) 2005 WF178 | 2005 WF178           | 30 листопада 2005 | Обсерваторія Кітт-Пік                         | Spacewatch                |
| (190195) 2005 WT179 | 2005 WT179           | 21 листопада 2005 | Каталінський огляд                            | Каталінський огляд        |
| (190196) 2005 XE27  | 2005 XE27            | 4 грудня 2005     | Обсерваторія Кітт-Пік                         | Spacewatch                |
| (190197) 2005 XS29  | 2005 XS29            | 7 грудня 2005     | Сокорро (Нью-Мексико)                         | LINEAR                    |
| (190198) 2005 XO84  | 2005 XO84            | 9 грудня 2005     | Сокорро (Нью-Мексико)                         | LINEAR                    |
| (190199) 2005 YH111 | 2005 YH111           | 25 грудня 2005    | Обсерваторія Кітт-Пік                         | Spacewatch                |
| (190200) 2005 YZ138 | 2005 YZ138           | 27 грудня 2005    | Обсерваторія Маунт-Леммон                     | Обсерваторія Маунт-Леммон |